# Frédéric Antoine Ozanam
Frédéric Antoine Ozanam (23 tháng 4 năm 1813 – 8 tháng 9 năm 1853) là một học giả người Pháp. Ông cùng với những sinh viên bạn học đã sáng lập Hội Bác ái (Conférence de la charité), ngày nay là Hiệp hội Bác ái Vinh Sơn (Conférences saint Vincent de Paul). Ông đã được Giáo hoàng Gioan Phaolô II phong chân phước (beatified) vào năm 1997, từ đó ông được giáo hội Công giáo gọi đích danh là Frédéric Hồng phúc.

## Thân thế
Ozanam được sinh ra tại Milano. Gia đình ông là di dân gốc người Do Thái, đã đến định cư tại thành phố Lyon từ nhiều thế kỷ trước, và đã đạt được một xuất sắc ở thế hệ thứ ba, trước thời Frédéric, qua nhân vật Jacques Ozanam (1640-1717), một nhà toán học kiệt xuất. Cha ruột, ông Antoine, phục vụ trong quân đội của phe Cộng hoà, nhưng đã tự dấn thân vào lãnh vực thương mãi, giáo dục, và cuối cùng là y dược, trong triều đại của Đế chế I của Pháp.
Cậu bé lớn lên tại Lyon và chịu sự ảnh hưởng mạnh mẽ của Abbé Noirot, một trong những vị thầy của cậu. Khuynh hướng bảo thủ và sùng tín của cậu đã tự bộc lộ rất sớm, và cậu đã xuất bản một tập sách mỏng chống lại Phái Saint-Simon vào năm 1831, gây ra sự chú ý đối với Alphonse de Lamartine. Những năm tiếp theo Ozanam được gửi vào trường luật tại Paris, anh đã ở trọ tại gia đình nhà bác học André-Marie Ampère, và nhờ họ mà anh đã làm quen với François-René de Chateaubriand, Jean-Baptiste Henri Lacordaire, Charles Forbes René de Montalembert và những người dẫn dắt phong trào canh tân - Công giáo tiến hành (neo-Catholic movement).
Trong thời sinh viên, anh đã làm công việc phóng viên và viết bài cho Tribune catholique (Tạp chí Diễn đàn Công giáo) của giáo sư triết học Bailly, sau này trở thành tờ L'univers vào ngày 1 tháng 11 năm 1833. Cộng tác với những người bạn trẻ, vào tháng 5 năm 1833, Ozanam đã thành lập Hiệp hội Bác ái Vinh Sơn (Conférences saint Vincent de Paul) lừng danh, số lượng thành viên hiệp hội đã tăng đến con số hơn 2000 vào thời điểm ông qua đời. Ông đã nhận được văn bằng Tiến sĩ Luật vào năm 1836 bằng hai luận án: "Về việc cấm chỉ" về luật pháp La Mã và "Từ quy định đến hiệu quả thủ đắc" về luật của nước Pháp; sau đó ông nhận tiếp văn bằng Tiến sĩ Văn chương vào năm 1838 sau khi bảo vệ thành công luận án "Về Thần khúc và về triết lý của Dante", quyển sách đầu tiên của một loạt những tác phẩm nổi tiếng của ông. Một năm sau đó, ông được bổ nhiệm làm giáo sư luật thương mãi tại Lyon, và làm trợ giáo bộ môn văn học nước ngoài tại Đại học Sorbonne vào năm 1840. Ông kết hôn vào tháng 6 năm 1841, và hưởng tuần trăng mật tại nước Ý.
Vào năm 1844, sau khi giáo sư Claude Charles Fauriel qua đời, Ozanam được bổ nhiệm chính thức vào ghế giáo sư văn học nước ngoài. Quãng đời ngắn ngủi còn lại của ông đã vô cùng bận rộn, vừa giảng dạy trong cương vị giáo sư, vừa viết rất nhiều tác phẩm văn chương, vừa làm công tác xã hội của Hiệp hội Bác Ái Vinh Sơn.
Những biến cố của Cuộc Cách mạng 1848, đưa đến cho ông một cái nhìn lạc quan, một lần nữa, ông quay lại với báo chí trong vai trò một cộng tác viên của tờ Ere nouvelle (Kỷ nguyên mới) và những tờ báo khác nữa. Ông đi du lịch rất nhiều, và đã có mặt tại Anh trong cuộc Đại Triển lãm năm 1851.
Thể trạng yếu ớt bẩm sinh của ông càng trở nên suy kiệt vì chứng bệnh lao phổi, cho nên ông mong muốn được dưỡng bệnh bằng cách du lịch sang Ý, nhưng ông đã qua đời khi vừa về đến Marseilles vào ngày 8 tháng 9 năm 1853.

## Sự nghiệp

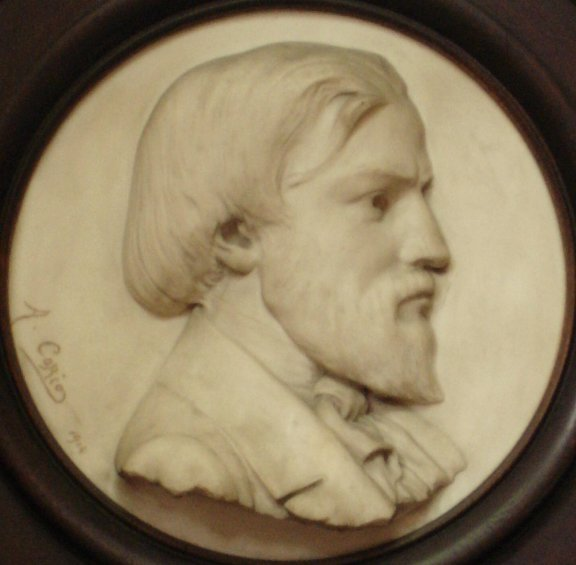

Ozanam là nhà phê bình lịch sử và văn chương hàng đầu của phong trào canh tân - Công giáo tiến hành tại Pháp vào tiền bán thế kỷ thứ 19. Ông đã học nhiều hơn, chân thành hơn, và có tính cách luận lý nhiều hơn Chateaubriand; nhưng lại kém thiên lệch chính trị và kém tính đa cảm văn chương so với Montalembert. Trong những hoạt động đương thời, ông đã là một người đứng đắn và nhiệt tâm ủng hộ, bênh vực cho học thuyết Dân chủ Công giáo (Catholic democracy) đồng thời là một nhà hoạt động xã hội có quan điểm rằng giáo hội nên tự thích nghi với những hoàn cảnh thay đổi chính trị xảy ra do hậu quả của cuộc Cách mạng Pháp.
Các bài viết của ông nhấn mạnh vào những đóng góp quan trọng của lịch sử Cơ đốc giáo, và khẳng định là, trong sự tiếp tục lối đi của các Hoàng đế La mã (Caesars), giáo hội Công giáo đã là nhân tố hiệu nghiệm trong việc khai hóa các dân tộc man di và trong việc tổ chức xã hội Thời Trung cổ. Ông thừa nhận rằng mục tiêu của ông là sự phản chứng với học thuyết của Gibbons, và, cũng như bất cứ sử gia nào muốn chứng minh một luận đề nào đó là đúng, thì đều mắc ít nhiều sai lầm, Ozanam đã không nghi ngờ về việc thực hiện một sự giải trừ lành mạnh đối với quan điểm phổ thông thời bấy giờ, nhất là giữa khối người nói tiếng Anh, cho rằng giáo hội Công giáo đã đi quá trớn trong việc nô dịch hóa tư tưởng thay vì làm thăng hoa tư tưởng con người.
Kiến thức về văn chương trung cổ và cảm nghiệm về đời sống thời trung cổ là điều thích hạp với sự nghiệp của ông, tri thức uyên bác của Ozanam vẫn còn được coi trọng.

## Trước tác
Các tác phẩm của ông đã được xuất bản thành 11 quyển sách (Paris, 1862-1865). Trong đó có các danh mục sau đây:
- Deux chanceliers d'Angleterre, Bacon de Verulam et Saint Thomas de Cantorbry (Paris, 1836)
- Dante et la philosophie catholique au XIIIeme siècle (Paris, 1839; 2nd ed., enlarged 1845)
- Études germaniques (2 vols., Paris, 1847-1849), bản dịch Anh ngữ của A. C. Glyn là History of Civilization in the Fifth Century (Luân Đôn, 1868)
- Documents inédits pour servir a l'histoire de l'Italie depuis le VIIIeme siècle jusqu'au XIIeme (Paris, 1850)
- Les poi~tes franciscains en Italie au XIIIme sicle (Paris, 1852)
- Nhiều thư từ của ông được dịch sang Anh ngữ bởi A. Coates (Luân Đôn, 1886).